# Максимова, Анна Николаевна
Анна Николаевна Максимова (род. 2 января 1987) — российская спортсменка, призёр чемпионатов России по вольной борьбе, мастер спорта России.

## Спортивные результаты
- Чемпионат России по женской борьбе 2014 года — ;
- Гран-при Иван Ярыгин 2014 года — ;
- Чемпионат России по женской борьбе 2013 года — ;
- Кубок России 2012 года — ;
- Чемпионат России по женской борьбе 2010 года — ;